# فاديم ديفياتوفسكي
فاديم ديفياتوفسكي (بالروسية: Девятовский, Вадим Анатольевич) هو رامي مطرقة بيلاروسي. أفضل رقم شخصي له هو 84.90 م. مثل بلاده في الأولمبياد. فاز بالميدالية الذهبية في الألعاب الجامعية الصيفية.

## سجل المنافسة
| العام        | المسابقة                                  | المكان            | المركز       | ملاحظة       |
| يمثل بيلاروس | يمثل بيلاروس                              | يمثل بيلاروس      | يمثل بيلاروس | يمثل بيلاروس |
| ------------ | ----------------------------------------- | ----------------- | ------------ | ------------ |
| 1994         | بطولة العالم للناشئين لألعاب القوى 1994   | لشبونة، البرتغال  | 5            | 64.70 م      |
| 1996         | بطولة العالم للناشئين لألعاب القوى 1996   | سيدني، أستراليا   | 2            | 70.88 م      |
| 1999         | بطولة أوروبا لألعاب القوى تحت 23 سنة 1999 | غوتنبرغ، السويد   | 4            | 73.34 م      |
| 2003         | بطولة العالم لألعاب القوى 2003            | باريس، فرنسا      | 7            | 78.13 م      |
| 2004         | الألعاب الأولمبية الصيفية 2004            | أثينا، اليونان    | 3            | 78.82 م      |
| 2004         | نهائي ألعاب القوى العالمي 2004            | ، المجر           | 5            | 76.54 م      |
| 2005         | نهائي ألعاب القوى العالمي 2005            | ، المجر           | 2            | 78.98 م      |
| 2006         | بطولة أوروبا لألعاب القوى 2006            | غوتنبرغ، السويد   | 2            | 80.76 م      |
| 2006         | نهائي ألعاب القوى العالمي 2006            | شتوتغارت، ألمانيا | 5            | 78.67 م      |
| 2007         | بطولة العالم لألعاب القوى 2007            | أوساكا، اليابان   | 4            | 81.57 م      |
| 2007         | نهائي ألعاب القوى العالمي 2007            | شتوتغارت، ألمانيا | 5            | 77.81 م      |
| 2008         | الألعاب الأولمبية الصيفية 2008            | بكين، الصين       | 2            | 81.61 م      |

## روابط خارجية
- فاديم ديفياتوفسكي على موقع الاتحاد الدولي لألعاب القوى (الإنجليزية)
- فاديم ديفياتوفسكي على موقع اللجنة الأولمبية الدولية (الإنجليزية)
- فاديم ديفياتوفسكي على موقع أوليمبيديا (الإنجليزية)